# Носов, Евгений Николаевич
Евге́ний Никола́евич Но́сов (21 августа 1949, Ленинград — 25 февраля 2019, Санкт-Петербург) — советский и российский историк и археолог, специалист в области славяно-русских древностей, доктор исторических наук, профессор, член-корреспондент РАН (2000). Директор ИИМК РАН (1998—2015), заведующий кафедрой археологии исторического факультета СПбГУ (2002—2019), член президиума СПбНЦ РАН, руководитель Новгородской областной экспедиции ИИМК, Почётный профессор Новгородского государственного университета им. Ярослава Мудрого (2017).

## Биография
Сын известного советского историка Н. Е. Носова. В 1971 году окончил исторический факультет Ленинградского университета по кафедре археологии (научные руководители И. И. Ляпушкин и П. Н. Третьяков), в том же году стал работать в Ленинградском отделении Института археологии (ныне ИИМК РАН). В 1977 году защитил кандидатскую диссертацию «Поселения Приильменья и Поволховья в конце I тысячелетия н. э.», а в 1992 году — докторскую диссертацию «Новгородская земля IX—XI вв.: историко-археологические очерки».
С 1975 года руководил деятельностью Новгородской областной экспедиции, ведущей исследование Рюрикова городища, поселений Приильменья и Новгородской земли. В 1998—2015 годах директор ИИМК. В 2017 году присвоено звание Почётного профессора Новгородского государственного университета им. Ярослава Мудрого.
Скончался в Санкт-Петербурге 25 февраля 2019 года. Похоронен на Богословском кладбище Санкт-Петербурга, рядом с могилами родителей и деда.

## Научная деятельность
Область научных интересов: археология и история древней Руси, Новгородская земля, проблемы славянского расселения и образования городов.
Автор более 300 публикаций по археологии и ранней истории Руси.

## Основные работы
Книги
- Носов Е. Н., Конецкий В. Я. Загадки новгородской округи Архивная копия от 16 января 2014 на Wayback Machine. Л.: Лениздат, 1985;
- Новгородское (Рюриково) городище. Л., 1990;
- Горюнова В. М., Носов Е. Н., Плохов А. В. Городище под Новгородом и поселения Северного Приильменья (новые материалы и исследования). СПб., 2005.
- Носов Е. Н., Хвощинская Н. В., Медведева М. В. Новгородская Русь: Рождение державы. Свидетельства из глубины столетий. Санкт-Петербург, 2012.
- Носов Е. Н., Плохов А. В., Хвощинская Н. В. Рюриково городище : новые этапы исследований. — СПб.:: Дмитрий Буланин, 2017. — (Труды Института истории материальной культуры РАН ; т. 49).

Статьи
- Проблемы изучения погребальных памятников Новгородской земли (к вопросу о славянском расселении) // Новгородский исторический сборник. 1982. Вып. 1;
- Новгород и новгородская округа IX—X вв. в свете новейших археологических данных (к вопросу о возникновении Новгорода) Архивная копия от 30 ноября 2011 на Wayback Machine // Новгородский исторический сборник. Вып. 2(12), 1984 г., с. 3—38;
- Сопковидная насыпь близ урочища Плакун в Старой Ладоге // Средневековая Ладога: новые археологические открытия и исследования. К V Международному конгрессу славянской археологии, (Киев, сентябрь 1985 г.). — Л.: Наука, Ленинградское отделение, 1985. — С. 147—155.
- Археологические памятники верховьев Волхова и ильменского Поозерья конца I тысячелетия н. э. : (каталог памятников) // Материалы по археологии Новгородской земли 1990 г. / под ред. В. Л. Янина [и др.]. — М.: Черметинформация, 1991. — С. 5-37.
- Ryrik Gorodishche and the Settlements to the North of Lake Ilmen // The Archaeology of Novgorod, Russia. Recent Results from the Town and its Hinterland (ed.M.Brisbain) // The Society for Medieval Archaeology. Monograph Series: № 13. Lincoln 1992. P. 5—66
- Древнерусский город в отечественной исторической мысли: (преемственность и концепции) // Культурное наследие Российского государства . — СПб., 1998 . — С. 51-57.
- Первые скандинавы в Северной Руси // Викинги и славяне . — СПб, 1998. — С. 56-82 .
- Носов Е. Н., Дорофеева Т. С., Михайлов К. А., Горюнова В. М., Хвощинская Н. В. Раскопки на Рюриковом городище // ННЗ . — Вып. 12 . — 1998 . — С. 22-24.
- Носов Е. Н., Ершевский Б. Д., Плохов А. В. О работе на поселении Прость в 1997 году // ННЗ . — Вып. 12 . — 1998. — С. 25-30.
- Речная сеть Восточной Европы и её роль в образовании городских центров Северной Руси // Великий Новгород в истории средневековой Европы . — М., 1999 . — С. 157—170 .
- Современные археологические данные по варяжской проблеме на фоне традиций русской историографии // Раннесредневековые древности Северной Руси и её соседей. — СПб., 1999. — С. 151—163 .
  - Современные данные по варяжской проблеме на фоне традиций русской историографии // Stratum plus: археология и культурная антропология. — № 5. — 1999 . — С. 112—118.
- Носов Е. Н., Дорофеева Т. С., Михайлов К. А., Хвощинская Н. В., Янссон И. Раскопки на Рюриковом городище // ННЗ. — Вып. 13 . — 1999 . — С. 10—13.
- Носов Е. Н., Ершевский Б. Д., Плохов А. В. Исследования на поселении Прость в 1998 г // ННЗ. — Вып. 13. — 1999 .
- Древнерусский город в отечественной исторической мысли // Культурное наследие Российского государства. — СПб., 2000 . — С. 104—110.
- К вопросу о типологии городов Поволховья // Славяне, финно-угры, скандинавы, волжские булгары . — СПб., 2000. — С. 162—171.
- Носов Е. Н., Дорофеева Т. С., Михайлов К. А., Янссон И. Итоги изучения Рюрикова городища в 1999 г. // ННЗ . — Вып. 14 . — 2000. — С. 37—-41.
- Носов Е. Н., Ершевский Б. Д., Хвощинская Н. В. О продолжении исследований на поселении Прость под Новгородом // ННЗ . — Вып. 14. — 2000. — С. 41—44 .
- Типология городов Поволховья Архивная копия от 9 февраля 2010 на Wayback Machine // ННЗ . — Вып. 14. — 2000. — С. 276—282.
- Rjurikovo Gorodisce et Novgorod // Les centres proto-urbains russes entre Scandinavie, Byzance et Orient (edite par M. Kazanski, A. Nercessian et C. Zuckerman) / Realites Byzantines 7. 143—172. Paris. 2000.
- Вопросы изучения древнего Новгорода на 5-й встрече Европейской ассоциации археологов // Археологические вести. — № 8 . — 2001. — С. 307—310.
- Носов Е. Н., Михайлов К. А., Васильев Ст. А., Дорофеева Т. С., Медведева М. В. Новые исследования на Рюриковом городище в 2000 г. // ННЗ . — Вып. 15 . — 2001. — С. 11-15.
- Некоторые итоги изучения Рюрикова городища // Культура, образование, история Ленинградской области . — СПб., 2002. — С. 51—52.
- О находке позднеримской фибулы в Ильменском Поозерье // Старая Ладога и проблемы археологии Северной Руси. — СПб., 2002. — С. 74—76.
- Становление Руси и первые города // Культурное наследие Российского государства . — Вып. 3. — СПб . — 2002 . — С. 111—119 .
- Происхождение первых городов Северной Руси: (постановка проблемы: история и археология) // Исторические записки. — № 5 . — 2002 . — С. 5-42 .
- Славяне на Ильмене: Экологический аспект освоения Северо-Западных земель // Родина . — № 11/12 . — 2002 . — С. 46-51 .
- Носов Е. Н., Плохов А. В. Некоторые сфрагистические находки 1985—1988 гг. с Рюрикова городища // Ладога и её соседи в эпоху средневековья. — СПб., 2002. — С. 251—253.
- Носов Е. Н., Плохов А. В. Новые исследования в Ильменском Поозерье // Ладога и её соседи в эпоху средневековья. — СПб., 2002 . — С. 159—180 .
- Носов Е. Н., Конецкий В. Я., Иванов А. Ю. Комплекс археологических памятников в долине р. Белой в контексте древней истории Северо-Запада России: (итоги и перспективы изучения) // Любытинский археол. сб . — Вып. 1 . — 2002 . — С. 5-66 .
- Носов Е. Н., Дорофеева Т. С., Медведева М. В., Михайлов К. А., Юшкова М. В. Новые исследования на Рюриковом городище в 2001 г. // ННЗ . — Вып. 16 . — 2002. — С. 12-14.
- «Древние достопамятности» отечества и народов, его населявших, в коллекциях Института истории материальной культуры РАН // Сокровища академических собраний Санкт-Петербурга . — СПб., 2003 . — С. 375—408.
- Первые города Северной Руси: (постановка проблемы: история и археология) // Культурное наследие Российского государства . — Вып. 4 . — СПб., 2003 . — С. 401—427 .
- Рюрик — Ладога — Новгород // Ладога и истоки Российской государственности и культуры. — СПб., 2003 . — С. 35—38 .
- Носов Е. Н., Дорофеева Т. С., Еремеев И. И., Медведева М. В., Хвощинская Н. В., Юшкова М. А. Исследования Рюрикова городища и поселения Шурина Горка в 2002 г. // ННЗ. — Вып. 17. — 2003 . — С. 19-23.
- Носов Е. Н., Хвощинская Н. В. Финно-угорские элементы в материальной культуре Рюрикова городища // Археология, история, нумизматика, этнография Восточной Европы . — СПб., 2004 . — С. 125—133.
- Носов Е. Н., Янин В. Л. Археологическое изучение городов Северной Руси (итоги и перспективы) // Современные проблемы археологии России: Материалы Всероссийского Археологического съезда. Т. 1. Новосибирск, 2006;
- Тридцать лет раскопок Городища : итоги и перспективы // У истоков русской государственности : к 30-летию археологического изучения Новгородского Рюрикова городища и Новгородской областной археологической экспедиции : историко-археологический сборник : материалы международной научной конференции, 4-7 октября 2005 г., Великий Новгород, Россия. — СПб.: Дмитрий Буланин, 2007. — С. 23-58;
- Стратиграфия Земляного городища Старой Ладоги: итоги и перспективы исследований // Новое в археологии Старой Ладоги : материалы и исследования / отв. ред. Н. И. Платонова, В. А. Лапшин. — СПб.: Невская Книжная Типография, 2018. — С. 45-65. — (Труды Института истории материальной культуры РАН ; т. 53).
- Зарисовки из дневника Е. Н. Носова / подгот. к печ. Н. В. Хвощинской // Археологические вести. — 2020. — Вып. 28. — С. 23-26.